# Santa Cruz de Mudela
Santa Cruz de Mudela és un municipi de la província de Ciudad Real a la comunitat autònoma de Castella-La Manxa.

## Alcaldes de Santa Cruz des de 1979
- 1979 Juan Bustos (UCD)
- 1979 Juan Valverde (UCD)(per renúncia de Juan Bustos)
- 1983 Antonio Cobos (PSOE)
- 1987 Antonio Cobos (PSOE)
- 1989 José Antonio López Aranda (PSOE) (mitjançant una moció de censura)
- 1991 José Antonio López Aranda (PSOE)
- 1995 José Antonio López Aranda (PSOE)
- 1999 José Antonio López Aranda (PSOE)
- 2003 José Antonio López Aranda (PSOE)
- 2007 Manuel Saéz Laguna (PVISCM)